# 13e brigade aéroportée
Pour les articles homonymes, voir 13e brigade.
La 13e brigade aéroportée est une brigade aéroportée des troupes aéroportées soviétiques puis russes active entre 1968 et 1996.

## Histoire
La 13e brigade aéroportée est créée en août 1968 à Magdagatchi, qui fait partie du district militaire d'Extrême-Orient. Avec la 11e brigade aéroportée, c'est la première des nombreuses brigades d'assaut aérien soviétiques formées pendant la guerre froide. L'unité est composée des 620e, 621e et 622e bataillons d'assaut aérien, ainsi que d'un bataillon d'artillerie et du 332e groupe d'aviation. En juillet 1971, la brigade est rebaptisée 13e brigade d'assaut aéroporté. Le 332e groupe d'aviation est divisé en 394e et 398e régiments d'hélicoptères le 1er septembre 1977. Le même jour, le bataillon d'artillerie est dissous et remplacé par une batterie d'artillerie antiaérienne et une batterie d'artillerie. En 1988, la brigade participe à un grand exercice sur Itouroup. Les deux régiments d'hélicoptères sont détachés au début de 1988 et sont directement subordonnés au district militaire d'Extrême-Orient.
Le 1er juin 1990, la brigade est transférée dans les forces aéroportées soviétiques et rebaptisée 13e brigade aéroportée. En décembre 1995, elle rejoint de nouveau le district militaire d'Extrême-Orient avant sa dissolution en 1996.